# Bābakān
Bābakān (persiska: بابَكان, بابکان) är en ort i Iran.   Den ligger i provinsen Västazarbaijan, i den nordvästra delen av landet, 700 km nordväst om huvudstaden Teheran. Bābakān ligger 1 480 meter över havet och antalet invånare är 586.
Terrängen runt Bābakān är huvudsakligen kuperad, men västerut är den bergig. Terrängen runt Bābakān sluttar österut. Runt Bābakān är det ganska tätbefolkat, med 78 invånare per kvadratkilometer. Närmaste större samhälle är Khvoy, 18,8 km nordost om Bābakān. Trakten runt Bābakān består i huvudsak av gräsmarker.